# Nine Herbs Charm
Der Nine Herbs Charm, auch Nine Worts Galdor (engl. Neunkräutersegen oder -zauber) ist ein Werk der altenglischen Dichtung aus dem 9. oder 10. Jahrhundert nach Christus und beschreibt die Wirkung und Zubereitung von neun Heilkräutern (Neunkräutersuppe). Es ist im Manuskript der Lacnunga überliefert, einer Sammlung altenglischer, vorwiegend heidnischer Heilmethoden.

## Inhalt
Der Text besteht aus drei Teilen: Der Kräuterbeschwörung, dem Spruch und dem Rezept.

### Erster Teil: Kräuterbeschwörung
Neun Kräuter werden der Reihe nach angesprochen und ihre Wirkung begründet. Letzteres geschieht oft durch Analogien: Die Widerstandskraft des Wegerichs am Straßenrand z. B. soll sich auf den Patienten übertragen:
| Ond þu, wegbrade, wyrta modor, eastan openo, innan mihtigu; ofer ðe crætu curran, ofer ðe cwene reodan, ofer ðe bryde bryodedon, ofer þe fearras fnærdon. Eallum þu þon wiðstode and wiðstunedest; swa ðu wiðstonde attre and onflyge and þæm laðan þe geond lond fereð. Übersetzung: Und du, Wegerich, Mutter der Kräuter, nach Osten geöffnet, innen mächtig; Karren fuhren über dich hinweg, Königinnen ritten über dich, über dir weinten Bräute, schnaubten Ochsen. Ihnen allen widerstehst und widerstandest du; so widerstehst du auch Gift und Ansteckung und dem Verhassten (Feind), der über das Land fährt. (Vers 7–13) |

Die Kräuter konnten bisher nur zum Teil eindeutig identifiziert werden:
| Name      | neuenglisch                             | lateinisch                                              | deutsch                      |
| --------- | --------------------------------------- | ------------------------------------------------------- | ---------------------------- |
| mucgwyrt  | Mugwort                                 | Artemisia vulgaris                                      | Beifuß                       |
| wegbrade  | Plantain                                | Plantago maior                                          | (Breit)Wegerich              |
| stune     | Lamb's cress                            | Cardamine hirsuta                                       | Behaartes Schaumkraut        |
| oder      | Corn salad                              | Valerianella locusta                                    | Gewöhnlicher Feldsalat       |
| oder      | Watercress                              | Nasturtium officinale bzw. Rorippa nasturtium-aquaticum | Brunnenkresse                |
| stiðe     | Nettle                                  | Urtica dioica und Urtica urens                          | Große und Kleine Brennnessel |
| attorlaðe | Betony, auch bishopswort oder woundwort | Stachys betonica, Betonica officinalis                  | Heilziest                    |
| oder      | Black nightshade                        | Solanum nigrum                                          | Schwarzer Nachtschatten      |
| oder      | Viper's Bugloss                         | Echium vulgare                                          | Gewöhnlicher Natternkopf     |
| oder      | Cock's spur grass                       | Panicum crus galli bzw. Echinochloa crus galli          | Hühnerhirse                  |
| mægðe     | Chamomile, auch mayweed oder maythe     | Anthemis cotula                                         | Kamille                      |
| wergulu   | Crab-apple oder wood-sour apple         | Pyrus malus                                             | Holzapfel                    |
| fille     | Chervil                                 | Anthriscus cerefolium                                   | Garten-Kerbel                |
| finule    | Fennel                                  | Foeniculum vulgare                                      | Fenchel                      |

Diese Kräuter sollen dem Zauber zufolge gegen das Gift von Schlangen und Würmern und gegen Ansteckung helfen.

### Zweiter Teil: Zauberspruch
Im zweiten Teil des Textes wird erzählt, wie Wōden eine Schlange in neun Stücke zerhieb, und es werden in formelhaften Wiederholungen alle Krankheiten und Gifte aufgezählt, gegen die die genannten Kräuter helfen sollen. Macht der Segen sonst den Eindruck einer Rezeptsammlung, scheint hier der Charakter des altgermanischen Zauberspruchs durch.
| Wyrm com snican, toslāt he man, ða genam Wōden VIIII wuldortānas, slōhða þa næddran, þæt heo on VIIII tofleah. Übersetzung: Ein Drache kam geschlichen und zerriß einen Mann, da nahm Woden neun Ruhmeszweige, schlug damit die Schlange, dass sie in neun (Teilen) auseinanderflog. […] (Vers 31–33) |

Die gängige Interpretation dieses Teils sieht in den neun wuldortānas, welche Woden als Waffe gegen die Schlange einsetzt, mit Runen versehene Holzstöcke. Aus dem Edda-Lied Hávamál geht hervor, dass Woden sich die Kenntnis der Runen aneignete. Auch eine Verbindung mit den neun Strichen des Wotansknotens wurde gezogen, da der Neunkräutersegen eine auffällig Zahlenmystik um die Zahl 3 und deren Quadrat 9 betreibt. Gegen diese Lesart gibt es die Kritik, dass zu sehr textübergreifend gearbeitet worden sei, und hier wörtlich nur von Zweigen die Rede sei, nicht von Runenstäben.
Eine christlich-theologische Interpretation sieht in dem Spruch zu Woden hingegen eine Warnung an Praktizierende des alten Götterglaubens, und eine Herabsetzung des altgermanischen Gottes zu einem Verursacher von Leid: Durch die Zerteilung des Wyrm sei das Übel nicht aus der Welt geschaffen, sondern habe sich um den Faktor neun vervielfacht.

### Dritter Teil: Rezept
Das Rezept, der letzte Teil des Textes, ist eine Anleitung zur Zubereitung der neun Kräuter und der Anwendung der entstandenen Salbe.

## Rezeption
Die Identifikation der Kräuter stellt sich als größte Herausforderung dar. Mögliche Ansätze sind Ähnlichkeit der Namen sowie Ähnlichkeit in der Zubereitung und der Wirkung – einige der genannten Kräuter (wie Brennnessel, Beifuß, Kerbel, Kamille) sind noch heute für ihre medizinische Wirkung bekannt. Auch die Entschlüsselung der mythologischen Anspielungen ist ein Forschungsfeld der Wissenschaft.